# Задњи мозак
Задњи мозак или ромбенцефалон (лат. rhombencephalon) јесте развојна мехураста структура централног нервног система кичмењака. Од њега настају продужена мождина (Medulla oblongata), мост и мали мозак (cerebellum). Сви скупа подржавају животно важне процесе.
Задњи мозак се може поделити у варијабилни број попречних острва под називом ромбомере. У људском ембриону, може се слабо разликовати осам ромбомера, од задње (каудалне) до предње (ростралне): рх8-РХ1. Према врху, са предњим мозгом га разграничава средњи мозак.
Ретка болест ромбенцефалона ромбенцефалосинапсоза одликује се недостатком црвуљка (вермис), што резултира спојеним малим мозгом. Код пацијената се обично јавља с церебеларном атаксијом. Последњи (каудални) ромбенцефалон се генерално сматра покретачким местом за затварање нервних цеви.

## Еволуција
Задњи мозак је хомологан делу мозга артропода који је познат као субоезофагеални ганглион, у смислу гена које изражава и његовог положаја између мозга и нервне мождине. Претпоставља се да је задњи мозак први пут еволуирао код Урбилатеријана — последњег заједничког претка хордата и зглавкара — између 570 и 555 милиона година.